# Spilosoma bicolor
Spilosoma bicolor là một loài bướm đêm thuộc phân họ Arctiinae, họ Erebidae.